# Lights and shadows
Lights and shadows is een lied van meidengroep O'G3NE dat namens Nederland gezongen werd op het Eurovisiesongfestival 2017 in Kiev, Oekraïne. Het lied is geschreven door Rick Vol en Rory de Kievit.

## Eurovisiesongfestival 2017
Op 29 oktober 2016 werd door de publieke omroep AVROTROS bekendgemaakt dat O'G3NE Nederland zou representeren op het Eurovisiesongfestival 2017.
In januari 2017 werd bevestigd dat gekozen ging worden uit drie liedjes en dat een ervan geschreven was door Rick Vol, de vader van de drie leden van O'G3NE, en  gitarist Rory de Kievit, de vriend van Shelley; een van de drie leden van O'G3NE.
Op 2 februari 2017 werd bekendgemaakt dat het nummer geschreven door Vol en De Kievit gekozen was.
Op 2 maart 2017 werd de titel van het nummer bekendgemaakt, Lights and shadows, waarbij het nummer de dag erna werd uitgegeven.
O'G3NE vertolkte het nummer in de tweede halve finale van het Eurovisiesongfestival op 11 mei 2017.
In de tweede halve finale werd een vierde plaats behaald, wat voldoende was voor een finaleplaats. Daar werd O'G3NE elfde met 150 punten (135 van de 42 vakjury's en 15 via televoting).

## Tracklijst
| Nr. | Titel              | Duur |
| --- | ------------------ | ---- |
| 1.  | Lights and shadows | 3:00 |

1956: De vogels van Holland / Voorgoed voorbij · 1957: Net als toen · 1958: Heel de wereld · 1959: 'n Beetje · 1960: Wat een geluk · 1961: Wat een dag · 1962: Katinka · 1963: Een speeldoos · 1964: Jij bent mijn leven · 1965: 't Is genoeg · 1966: Fernando en Filippo · 1967: Ring-dinge-ding · 1968: Morgen · 1969: De troubadour · 1970: Waterman · 1971: Tijd · 1972: Als het om de liefde gaat · 1973: De oude muzikant · 1974: Ik zie een ster · 1975: Ding-a-dong · 1976: The party's over · 1977: De mallemolen · 1978: 't Is O.K. · 1979: Colorado · 1980: Amsterdam · 1981: Het is een wonder · 1982: Jij en ik · 1983: Sing me a song · 1984: Ik hou van jou · 1986: Alles heeft ritme · 1987: Rechtop in de wind · 1988: Shangri-la · 1989: Blijf zoals je bent · 1990: Ik wil alles met je delen · 1992: Wijs me de weg · 1993: Vrede · 1994: Waar is de zon · 1996: De eerste keer · 1997: Niemand heeft nog tijd · 1998: Hemel en aarde · 1999: One good reason · 2000: No goodbyes · 2001: Out on my own · 2003: One more night · 2004: Without you · 2005: My impossible dream · 2006: Amambanda · 2007: On top of the world · 2008: Your heart belongs to me · 2009: Shine · 2010: Ik ben verliefd (sha-la-lie) · 2011: Never alone · 2012: You and me · 2013: Birds · 2014: Calm after the storm · 2015: Walk along · 2016: Slow down · 2017: Lights and shadows · 2018: Outlaw in 'em · 2019: Arcade · 2020: Grow · 2021: Birth of a new age · 2022: De diepte · 2023: Burning daylight · 2024: Europapa